# چار جاهاپور
چار جاهاپور (به لاتین: Jahapur Char) یک روستا در بنگلادش است که در استان باریسال و در ناحیه باریسال واقع شده است.